# Pepin cel Scurt
Pepin cel Scurt (germană Pippin der Jüngere, Pippin III., latină Pippinus Minor, franceză Pépin III, Pépin le Bref; n. 715 d.Hr., Liège, Imperiul Franc – d. 24 septembrie 768 d.Hr., Saint-Denis⁠(d), Île-de-France, Franța), fiu al lui Carol Martel și tatăl lui Carol cel Mare, a fost Hausmeier (castelan însărcinat cu administrarea curții și domeniilor regale) care a devenit ulterior regele francilor. Supranumele „cel Scurt” se datorează staturii sale mici.

## Viața

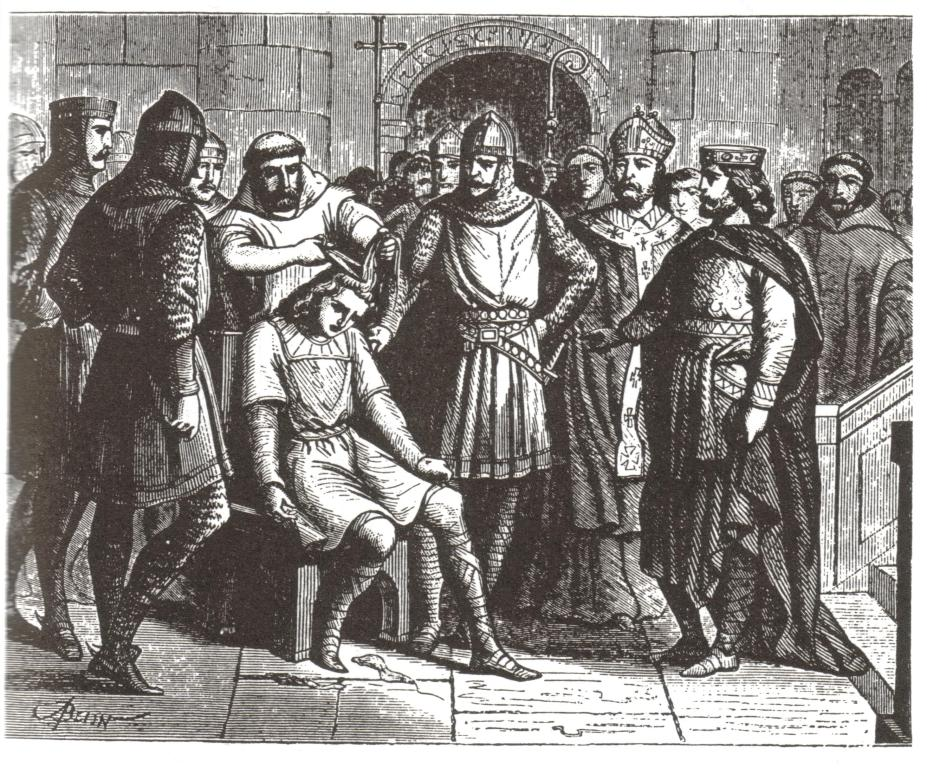
Childerich III. va fi tuns înainte de intrare în mănăstire.

Născut în anul 714 ca al doilea fiu al lui Carol Martel, Pepin cel Scurt a fost educat în Mănăstirea Saint-Denis. Este primul rege din dinastia Carolingienilor și tatăl lui Carol cel Mare.
La moartea tatălui său (741) regatul este împărțit între Pepin și fratele său vitreg Carloman (741- † 17 iulie 754 în Viena), care devine hausmeier al Austrasiei, Alemaniei (germanii de pe Eba) și 
Thuringiei, iar Pepin primește Neustria (ținutul dintre râurile Loire și Sena), Burgundia (centrul Franței, capitala Dijon) și Provence.
Această moștenire nu este recunoscută de fratele mai mic Grifo care va fi închis într-o mănăstire. Puterea lor nefiind consolidată, cei doi frați ajută pe tron ca rege pe Childeric III. (* 720, † 23 ianuarie 752). La început a fost o cooperare între ei, dar apoi au fost zvonuri care au dezmințit aceasta, când Carloman s-a retras (747) în mănăstirea Monte Cassino cedând probabil lui Pepin, nu tocmai benevol, teritoriile moștenite.
Pepin lasă ca fiul lui Carloman, Drogo, să fie dus într-o mănăstire, împreună cu ceilalți fii ai fratelui său, preluând toate drepturile de moștenitor.
Pe tronul Bavariei pune sub tutelă francă pe fiul lui Tassilo III, Odilos, trebuind să înăbușe răzvrătirea fratelui său vitreg Grifo.

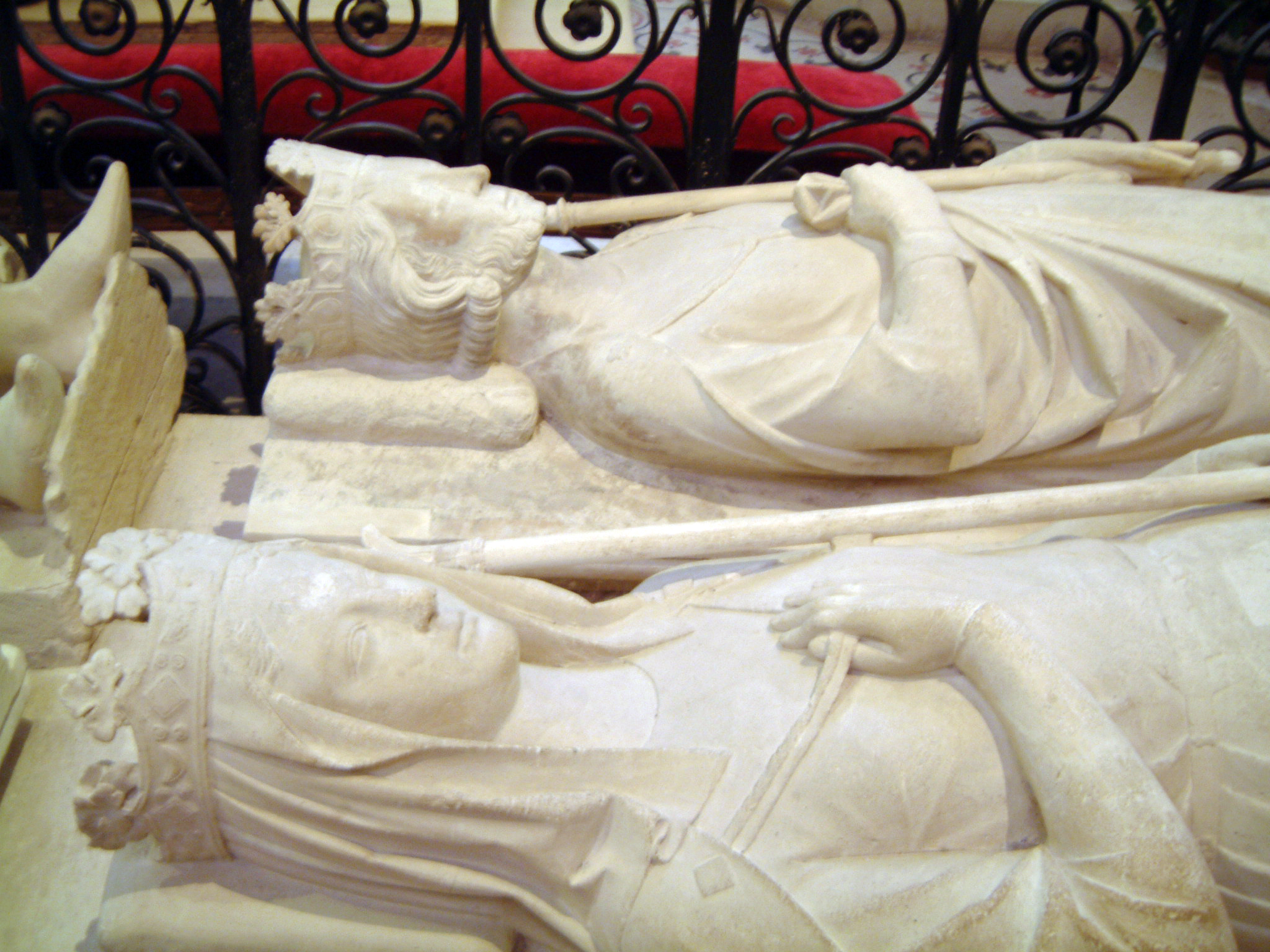
Piatră funerară a lui Pepin cel Scurt și soția lui, regina Bertrada (cea tânără) (în franceză Berthe), în Bazilica Saint Denis

După tradiție, urmau pe tron regii din linia merovingiană. Pepin, pentru a-și asigura succesiunea pe tron, îl trimite la papa Zaharia pe unul dintre sfătuitorii săi, Fulrad, care-l convinge pe papă să-l accepte ca rege pe Pepin. Adunarea de la Soissons (751) alege ca rege al francilor pe Pepin cel Scurt. Childeric III, ultimul rege merovingian, este înlăturat de pe tron, fiind închis într-o mănăstire, iar în locul său este uns, ca nou rege, Pepin cel Scurt.
Izbucnesc conflicte între Aistulf regele longobarzilor (749 - 756) și papă. Longobarzii asediază Roma. La cererea de ajutor a papei Ștefan al II-lea (752-757), armata francă intervine și îi învinge pe longobarzi. Pepin cel Scurt dăruiește papei teritoriile din jurul Romei cucerite de la longobarzi (exarhatul de Ravenna și ducatul de Roma). Darul acesta, cunoscut în istorie ca Donația pepiniană (1756), pecetluiește alianța dintre papă și Pepin, care reformează biserica francă subordonând-o papei. Actul de fundare a statului papal este Patrimonium Sancti Petri.
Între anii 753 - 757 duce războaie pentru a înfrânge rezistența saxonilor față de creștinism și oprește expansiunea spre nord a maurilor, iar în anul 757 îl determină pe prințul Tasilo III de Bavaria să depună jurământul de vasal al francilor.
Înainte de moartea sa (768), Pepin împarte regatul franc între cei doi fii ai săi, Carloman și Carol cel Mare.

## Vezi și
- Franci
- Listă de regi franci
- Dinastia Carolingiană
- Aachen

## Legături externe
- ro  Francii și întemeierea statului franc
- de  Eintrag in mittelalter-genealogie.de